# Zákaz majorizace
Zákaz majorizace  je princip, který zajišťuje, aby při hlasování v rozhodovacích sborech (typicky parlamentech) nebyla určitá menšina členů přehlasována většinou. Protože za určitých okolností může i malá část členů sboru zapříčinit odmítnutí návrhu, vyžaduje užití tohoto principu kompromisní vedení politiky. 

## Zákaz majorizace v československém parlamentu
Tento princip byl uplatňován při hlasování o určitých otázkách ve Sněmovně národů Federálního shromáždění. Stanovila je federální ústava Československa z roku 1968. Aby byl návrh zákona schválen, musel získat absolutní většinu hlasů jak v české, tak slovenské části Sněmovny (poslanců zvolených v příslušné části federace), u ústavních zákonů činila potřebná většina tři pětiny v obou částech. Během komunistické diktatury tento princip nedělal problémy, protože parlament zpravidla jednohlasně schvaloval předložené návrhy. V období Československé federativní republiky  působil kvůli rozdílným názorům české a slovenské strany na povahu federace a neochotě k ústupkům vážné obtíže, neboť už 31 (tedy asi 21 % hlasů) poslanců mohlo zablokovat ústavní novelu a 38 (asi 26%) poslanců návrh zákona, jakožto i vyslovit nedůvěru vládě. Slovenští poslanci tento princip považovali za důležitou protiváhu vůči české majoritě a odmítli se ho vzdát. 

## Současnost
V současné době se princip zákazu majorizace využívá při hlasování ve státních orgánech Bosny a Hercegoviny. 